# Duitse militaire begraafplaats in Reutti
De Duitse militaire begraafplaats in Reutti is een militaire begraafplaats in Beieren, Duitsland. Op de begraafplaats liggen omgekomen Duitse en Oost-Europese militairen uit de Tweede Wereldoorlog.

## Begraafplaats
De begraafplaats is opgebouwd uit kleine kruizen met de namen en geboorte- en sterfdatum erop. Na de oorlog werd de begraafplaats aangelegd voor omgekomen Franse, Amerikaanse, Duitse en Oost-Europese militairen. De Amerikaanse en Franse militairen zijn later overgeplaatst naar andere begraafplaatsen. Momenteel liggen er nog ca. 700 Duitse en Oost-Europese militairen begraven.